# كل الأشياء الجيدة (فلم)
كل الأشياء الجيدة (بالإنجليزية: All Good Things) فيلم درامي رومانسي أمريكي لعام 2010 عن الغموض والجريمة من إخراج أندرو جاريكي وكتبه ماركوس هينشي ومارك سميرلنغ. مستوحى من حياة القاتل المتهم روبرت دورست، من بطولة رايان جوسلينج وكيرستن دانست. يصور جوسلينج الابن الثري لأحد أقطاب العقارات في نيويورك (لانجيلا) الذي يطور علاقة متقلبة مع زوجته (دونست) ويصبح مشتبهًا في سلسلة من جرائم القتل، بالإضافة إلى اختفاء زوجته دون أسباب.
تم تصوير الفيلم بين أبريل ويوليو 2008 في كونيتيكت ونيويورك. كان من المقرر في الأصل عرضه في 24 يوليو 2009، وصدر الفيلم في النهاية إصدارًا محدودًا في 3 ديسمبر 2010.
أعرب القاتل المتهم دورست عن إعجابه بالفيلم، وبعد عدم امتناعه التام عن مقابلة الصحفيين في السابق، عرض على المخرج جاريكي إجراء مقابلة معه، ويجلس دورست في النهاية مع جاريكي لأكثر من 20 ساعة على مدى عدة سنوات، مما أدى إلى المسلسل الوثائقي المكون من ستة أجزاء (الجينكس The Jinx) في عام 2015.

## طاقم التمثيل
- ريان جوسلينج: في دور ديفيد ماركس[6] (روبرت دورست)
- كريستين دونست: في دور كاتي مكارثي (كاثلين ماكورماك)
- فرانك لانجيلا: في دور سانفورد ماركس (سيمور دورست)
- ليلي راب: في دور ديبورا ليرمان[7] (سوزان بيرمان)
- فيليب بيكر هول: في دور مالفيرن بامب (موريس بلاك)
- مايكل إسبر: في دور دانيال ماركس (دوجلاس دورست)
- ديان فينورا: في دور جانيس ريزو[8] (جانين بيرو)
- نيك أوفرمان: في دور جيم مكارثي (جيم مكورماك)
- كريستين ويج: في دور لورين فليك[9]
- ستيفن كونكين: في دور تود فليك
- جون كولوم: في دور ريتشارد باناتيير (ديك ديجرين)
- ماجي كيلي: في دور ماري مكارثي
- ليز ستوبر: في دور شارون مكارثي
- ماريون ماكوري: في دور آن مكارثي (آن ماكورماك)
- ميا ديلون: في دور عمة كاتي
- توم كيمب: في دور عم كاتي
- تريني ألفارادو: في دور سارة ديفيس
- فرانسي سويفت: في دور كيلي كالندر
- ديفيد مارجوليس: في دور العمدة
- فرانسيس جينان: في دور دانيال باتريك موينيهان
- وليام جاكسون هاربر: في دور مساعد موينيهان
- أشلي أتكينسون: في دور بوني فيلدر
- جولي موران: في دور جولي موران
- سوكورو سانتياغو: في دور ممرضة
- زابرينا جيفارا: في دور نادلة
- لاني فلاهيرتي: في دور المالك
- روبرت كلوهيسي: في دور مشرف
- ميشيل هيرست: في دور مذيعة أخبار
- لولا باشالنسكي: في دور امرأة الأقصر
- زوي ليستر جونز: في دور مراسل[10]

## أحداث الفيلم
ديفيد ماركس هو الأكبر من الجيل الثالث من أباطرة العقارات في شركة «نيويورك ماركس للعقارات»، وهم من بين الخمسة الأوائل من جميع ملاك الأراضي في مدينة نيويورك، في المقام الأول من المساكن والممتلكات التجارية المستأجرة لما يمكن اعتباره متاجر غير طبيعية. لم يكن لدى ديفيد أبدًا أي رغبة في الدخول في أعمال العائلة، التي كان يديرها في أواخر القرن العشرين والده الأرمل منذ فترة طويلة.
يدلي ديفيد بشهادته في محاكمة في نوفمبر 2003، حيث يستجوبه أحد المحامين، ريتشارد باناتيير، بشكل أساسي حول حياته مع زوجته، كاتي مكارثي، التي التقى بها في يناير 1971 عندما كانت مستأجرة في أحد المباني المملوكة لشركته.
لم يكن هناك رضى من سانفورد أبدًا على كاتي بسبب كونها من الطبقة العاملة. بعد فترة وجيزة من زواجهما، ينتقل ديفيد وكاتي إلى فيرمونت لافتتاح متجر للأغذية الصحية، على الرغم من أن حياتهما كان يدعمها سانفورد. كان سانفورد قادرًا على إقناع ديفيد بنقل عائلته إلى مدينة نيويورك وقبول وظيفة في شركة عائلية تؤدي عملًا ربما لا توافق عليه كاتي إذا كانت تعرف طبيعته. عندما ينغمس ديفيد في هذا العمل، يتغير مزاجه وسلوكه بشكل كبير لدرجة أن كاتي لم تعد ترى فيه الرجل الذي تزوجته، رغم أنها تحاول الوقوف بجانبه، ولكن حياتهم بدأت تتشتت، بينما يواصل باناتيير استجوابه تظهر الطبيعة الحقيقية للمحاكمة وأسباب الأسئلة حول كاتي. لم تكن المحاكمة لتحدث دون التدخل المباشر أو غير المباشر (من بين آخرين) مثل صديقه ديفيد القديمة، والكاتبة ديبورا ليرمان، والمدعية العامة الطموحة الجديدة في نيويورك جانيس ريزو، وصديق ديفيد في جالفستون، مالفيرن بومب.

## استقبال الفيلم
شباك التذاكر
حقق الفيلم مبلغ 582.024 دولارًا في شباك التذاكر الأمريكي و 62.511 دولارًا آخر من شباك التذاكر خارج الولايات المتحدة، ليصبح المجموع العالمي 644.535 دولارًا.
النقد الفنى
اعتبارًا من يونيو 2020، حصل الفيلم على تقييم بلغ 35% بناء على آراء 98 ناقد، وذلك على موقع تجميع آراء النقاد "الطماطم الفاسدة"، وكان الإجماع النقدي يقول: «حسن التمثيل، والقصة الحقيقية الملهمة تقدم الكثير من الدراما، وهذا هو السبب في أنه أمر محبط للغاية أن الفيلم مبتذل للغاية وغامض بشكل محبط»، وحصل الفيلم على تقييم قدره 57% على موقع ميتاكريتيك بناء على آراء 27 ناقد.
منح الناقد السينمائي الكبير روجر إيبرت الفيلم ثلاثة ونصف من أصل أربعة نجوم، وأشاد بأداء دونست، لكنه أضاف: «لا أفهم ديفيد ماركس بعد مشاهدة هذا الفيلم، ولا أعرف ما إذا كان أندرو جاريكي يفعل ذلك».

## وصلات خارجية
- مقالات تستعمل روابط فنية بلا صلة مع ويكي بيانات